# Liste der erfolgreichsten Agentenfilme
Die Liste der erfolgreichsten Agentenfilme gibt Auskunft über die Einspielergebnisse und die Kapitalrendite der erfolgreichsten Agentenfilme und -reihen.
Filme, die gegenwärtig landesweit in Kinos gezeigt werden, sind blau unterlegt. Dies schließt vereinzelte Vorführungen in Programmkinos aus und bedeutet nicht zwangsläufig, dass der Film gegenwärtig im deutschsprachigen Raum gezeigt wird. Bei solchen Filmen kann das tatsächliche Einspielergebnis abweichen, da die Einnahmen der letzten Tage Schätzungen sind.

## Weltweit

### Erfolgreichste Agentenfilme
Gelistet wird nach Einspielergebnis in allen Kinos weltweit. Alle Angaben zu Einnahmen und Kosten sind in Millionen US-Dollar. (nom. = nominell; infl.-ber. = inflationsbereinigt; Stand: 18. März 2024)
| #  | Deutscher Titel                                      | Originaltitel                                 | Jahr | Produktionsland                                       | Einspiel- ergebnis (nom.)                                | Einspiel- ergebnis (infl.-ber.)                          | Produk- tions- kosten | Kapitalrendite 1 | Filmverleih (US)     |
| -- | ---------------------------------------------------- | --------------------------------------------- | ---- | ----------------------------------------------------- | -------------------------------------------------------- | -------------------------------------------------------- | --------------------- | ---------------- | -------------------- |
| 01 | James Bond 007: Skyfall                              | Skyfall                                       | 2012 | Vereinigtes Königreich Vereinigte Staaten             | 1.108,6                                                  | 1.514,5                                                  | 200,0                 | 5,5              | Metro-Goldwyn-Mayer  |
| 02 | Ich – Einfach Unverbesserlich 2                      | Despicable Me 2                               | 2013 | Vereinigte Staaten                                    | 970,8                                                    | 1.307                                                    | 76,0                  | 12,8             | Universal Studios    |
| 03 | James Bond 007: Spectre                              | Spectre                                       | 2015 | Vereinigtes Königreich                                | 880,7                                                    | 1.165,4                                                  | 245,0                 | 3,6              | Metro-Goldwyn-Mayer  |
| 04 | Mission: Impossible – Fallout                        | Mission: Impossible – Fallout                 | 2018 | Vereinigte Staaten                                    | 791,7                                                    | 988,9                                                    | 178,0                 | 4,4              | Paramount Pictures   |
| 05 | James Bond 007: Keine Zeit zu sterben                | No Time to Die                                | 2021 | Vereinigtes Königreich Vereinigte Staaten             | 774,2                                                    | 896,2                                                    | 250,0                 | 3,1              | Metro-Goldwyn-Mayer  |
| 06 | Mission: Impossible – Phantom Protokoll              | Mission: Impossible – Ghost Protocol          | 2011 | Vereinigte Staaten                                    | 694,7                                                    | 969                                                      | 145,0                 | 4,8              | Paramount Pictures   |
| 07 | Mission: Impossible – Rogue Nation                   | Mission: Impossible – Rogue Nation            | 2015 | Vereinigte Staaten                                    | 682,7                                                    | 903                                                      | 150,0                 | 4,6              | Paramount Pictures   |
| 08 | Men in Black 3                                       | Men in Black 3                                | 2012 | Vereinigte Staaten                                    | 654,2                                                    | 894                                                      | 225,0                 | 2,9              | Sony Pictures        |
| 09 | James Bond 007: Casino Royale                        | Casino Royale                                 | 2006 | Vereinigtes Königreich Vereinigte Staaten             | 616,5 606,0 (2D/2006) + 10,4 (2D/2019) + 0,003 (2D/2021) | 955,7 942,9 (2D/2006) + 12,8 (2D/2019) + 0,003 (2D/2021) | 150,0                 | 4,1              | Metro-Goldwyn-Mayer  |
| 10 | James Bond 007: Ein Quantum Trost                    | A Quantum of Solace                           | 2008 | Vereinigtes Königreich Vereinigte Staaten             | 589,6                                                    | 859                                                      | 200,0                 | 2,9              | Metro-Goldwyn-Mayer  |
| 11 | Men in Black                                         | Men in Black                                  | 1997 | Vereinigte Staaten                                    | 589,4                                                    | 1.152,1                                                  | 90,0                  | 6,5              | Sony Pictures        |
| 12 | Mission: Impossible – Dead Reckoning Teil Eins       | Mission: Impossible – Dead Reckoning Part One | 2023 | Vereinigte Staaten                                    | 567,5                                                    | 584,2                                                    | 291,0                 | 2,0              | Paramount Pictures   |
| 13 | Cars 2                                               | Cars 2                                        | 2011 | Vereinigte Staaten                                    | 559,9                                                    | 780,7                                                    | 200,0                 | 2,8              | Walt Disney Studios  |
| 14 | Mission: Impossible II                               | Mission: Impossible II                        | 2000 | Vereinigte Staaten                                    | 546,4                                                    | 995,4                                                    | 125,0                 | 4,4              | Paramount Pictures   |
| 15 | Mission: Impossible                                  | Mission: Impossible                           | 1996 | Vereinigte Staaten                                    | 457,7                                                    | 915,1                                                    | 80,0                  | 5,7              | Paramount Pictures   |
| 16 | Men in Black II                                      | Men in Black II                               | 2002 | Vereinigte Staaten                                    | 445,1                                                    | 776,1                                                    | 140,0                 | 3,2              | Sony Pictures        |
| 17 | Das Bourne Ultimatum                                 | The Bourne Ultimatum                          | 2007 | Deutschland Vereinigtes Königreich Vereinigte Staaten | 444,1                                                    | 671,9                                                    | 110,0                 | 4,0              | Universal Studios    |
| 18 | James Bond 007 – Stirb an einem anderen Tag          | Die Another Day                               | 2002 | Vereinigtes Königreich Vereinigte Staaten             | 432,0                                                    | 753,3                                                    | 142,0                 | 3,0              | Metro-Goldwyn-Mayer  |
| 19 | Kingsman: The Secret Service                         | Kingsman: The Secret Service                  | 2014 | Vereinigtes Königreich Vereinigte Staaten             | 414,4                                                    | 549                                                      | 81,0                  | 5,1              | 20th Century Studios |
| 20 | Kingsman: The Golden Circle                          | Kingsman: The Golden Circle                   | 2017 | Vereinigtes Königreich Vereinigte Staaten             | 410,9                                                    | 525,8                                                    | 104,0                 | 4,0              | 20th Century Studios |
| 21 | Mission: Impossible III                              | Mission: Impossible III                       | 2006 | Vereinigte Staaten                                    | 398,5                                                    | 620,1                                                    | 150,0                 | 2,7              | Paramount Pictures   |
| 22 | True Lies – Wahre Lügen                              | True Lies                                     | 1994 | Vereinigte Staaten                                    | 378,9                                                    | 802                                                      | 115,0                 | 3,3              | 20th Century Studios |
| 23 | Die Pinguine aus Madagascar                          | Penguins of Madagascar                        | 2014 | Vereinigte Staaten                                    | 373,5                                                    | 494,8                                                    | 132,0                 | 2,8              | 20th Century Studios |
| 24 | James Bond 007 – Die Welt ist nicht genug            | The World Is Not Enough                       | 1999 | Vereinigtes Königreich Vereinigte Staaten             | 361,8                                                    | 681,3                                                    | 135,0                 | 2,7              | Metro-Goldwyn-Mayer  |
| 25 | James Bond 007 – GoldenEye                           | GoldenEye                                     | 1995 | Vereinigtes Königreich Vereinigte Staaten             | 352,2                                                    | 725                                                      | 60,0                  | 5,9              | Metro-Goldwyn-Mayer  |
| 26 | xXx: Die Rückkehr des Xander Cage                    | xXx: Return of Xander Cage                    | 2017 | Vereinigte Staaten                                    | 346,1                                                    | 442,9                                                    | 85,0                  | 4,1              | Paramount Pictures   |
| 27 | James Bond 007 – Der Morgen stirbt nie               | Tomorrow Never Dies                           | 1997 | Vereinigtes Königreich Vereinigte Staaten             | 330,0                                                    | 645                                                      | 110,0                 | 3,0              | Metro-Goldwyn-Mayer  |
| 28 | Austin Powers – Spion in geheimer Missionarsstellung | Austin Powers: The Spy Who Shagged Me         | 1999 | Vereinigte Staaten                                    | 312,0                                                    | 587,5                                                    | 33,0                  | 9,5              | New Line Cinema      |
| 29 | Austin Powers in Goldständer                         | Austin Powers in Goldmember                   | 2002 | Vereinigte Staaten                                    | 296,9                                                    | 517,7                                                    | 63,0                  | 4,7              | New Line Cinema      |
| 30 | Salt                                                 | Salt                                          | 2010 | Vereinigte Staaten                                    | 293,5                                                    | 422,2                                                    | 110,0                 | 2,7              | Sony Pictures        |
| 31 | Die Bourne Verschwörung                              | The Bourne Supremacy                          | 2004 | Deutschland Vereinigte Staaten                        | 290,8                                                    | 482,9                                                    | 75,0                  | 3,9              | Universal Studios    |
| 32 | xXx – Triple X                                       | xXx                                           | 2002 | Vereinigte Staaten                                    | 277,4                                                    | 483,7                                                    | 70,0                  | 4,0              | Revolution Studios   |
| 33 | Das Bourne Vermächtnis                               | The Bourne Legacy                             | 2012 | Vereinigte Staaten                                    | 276,1                                                    | 377,2                                                    | 125,0                 | 2,2              | Universal Studios    |
| 34 | 3 Engel für Charlie                                  | Charlie’s Angels                              | 2000 | Deutschland Vereinigte Staaten                        | 264,1                                                    | 481,1                                                    | 93,0                  | 2,8              | Sony Pictures        |
| 35 | Knight and Day                                       | Knight and Day                                | 2010 | Vereinigte Staaten                                    | 262,0                                                    | 376,9                                                    | 117,0                 | 2,2              | 20th Century Studios |
| 35 | 3 Engel für Charlie – Volle Power                    | Charlie’s Angels: Full Throttle               | 2003 | Vereinigte Staaten                                    | 259,2                                                    | 441,9                                                    | 120,0                 | 2,2              | Sony Pictures        |
| 36 | Men in Black: International                          | Men in Black: International                   | 2019 | Vereinigte Staaten                                    | 253,9                                                    | 311,5                                                    | 110,0                 | 2,3              | Sony Pictures        |
| 37 | Spy – Susan Cooper Undercover                        | Spy                                           | 2015 | Vereinigte Staaten                                    | 235,7                                                    | 311,9                                                    | 65,0                  | 3,6              | 20th Century Studios |
| 38 | Argo                                                 | Argo                                          | 2012 | Vereinigte Staaten                                    | 232,3                                                    | 317,3                                                    | 44,5                  | 5,2              | Warner Bros.         |
| 39 | Get Smart                                            | Get Smart                                     | 2008 | Vereinigte Staaten                                    | 230,7                                                    | 336,1                                                    | 80,0                  | 2,9              | Warner Bros.         |
| 40 | Central Intelligence                                 | Central Intelligence                          | 2016 | Vereinigte Staaten                                    | 217,0                                                    | 283,6                                                    | 50,0                  | 4,3              | Warner Bros.         |
| 41 | Das Kartell                                          | Clear and Present Danger                      | 1994 | Vereinigte Staaten                                    | 215,9                                                    | 457                                                      | 62,0                  | 3,5              | Paramount Pictures   |
| 42 | Die Bourne Identität                                 | The Bourne Identity                           | 2002 | Deutschland Tschechien Vereinigte Staaten             | 214,0                                                    | 373,2                                                    | 60,0                  | 3,6              | Universal Studios    |
| 43 | Cats & Dogs – Wie Hund und Katz                      | Cats & Dogs                                   | 2001 | Australien Vereinigte Staaten                         | 200,7                                                    | 355,5                                                    | 60,0                  | 3,3              | Warner Bros.         |
| 44 | Jagd auf Roter Oktober                               | The Hunt for Red October                      | 1990 | Vereinigte Staaten                                    | 200,5                                                    | 481,2                                                    | 30,0                  | 6,7              | Paramount Pictures   |
| 45 | Mission 3D                                           | Spy Kids 3: Game Over                         | 2003 | Vereinigte Staaten                                    | 197,1                                                    | 336                                                      | 38,0                  | 5,2              | Dimension Films      |
| 46 | Der Anschlag                                         | The Sum of All Fears                          | 2002 | Vereinigte Staaten                                    | 193,9                                                    | 338,1                                                    | 68,0                  | 2,9              | Paramount Pictures   |
| 47 | Cliff Walkers                                        | 懸崖之上                                      | 2021 | Volksrepublik China                                   | 181,3                                                    | 209,9                                                    | ?                     | ?                | CMC Pictures         |
| 48 | Die Stunde der Patrioten                             | Patriot Games                                 | 1992 | Vereinigte Staaten                                    | 178,1                                                    | 398,2                                                    | 45,0                  | 4,0              | Paramount Pictures   |
| 49 | Spione Undercover – Eine wilde Verwandlung           | Spies in Disguise                             | 2019 | Vereinigte Staaten                                    | 171,6                                                    | 210,5                                                    | 100,0                 | 1,7              | 20th Century Studios |
| 50 | Bridge of Spies – Der Unterhändler                   | Bridge of Spies                               | 2015 | Deutschland Vereinigte Staaten                        | 165,5                                                    | 219                                                      | 40,0                  | 4,1              | Walt Disney Studios  |

### Erfolgreichste Agentenfilmreihen
Die 13 weltweit erfolgreichsten Agentenfilmreihen (Stand 14. Februar 2023).
| #  | Reihe                              | Einspiel- ergebnis | Anzahl der Filme | Durchschnitt- liches Einspiel- ergebnis | Erfolgreichster Film der Reihe                       | Einspiel- ergebnis des erfolg- reichsten Films |
| -- | ---------------------------------- | ------------------ | ---------------- | --------------------------------------- | ---------------------------------------------------- | ---------------------------------------------- |
| 01 | James Bond (inkl. Sag niemals nie) | 6.475.126.956      | 26               | 301.830.676                             | James Bond 007: Skyfall                              | 1.108.569.499                                  |
| 02 | Mission: Impossible                | 3.571.651.410      | 6                | 595.275.235                             | Mission: Impossible – Fallout                        | 791.657.398                                    |
| 03 | Men in Black                       | 1.912.443.304      | 4                | 478.110.826                             | Men in Black 3                                       | 624.026.776                                    |
| 04 | Bourne                             | 1.640.599.192      | 5                | 328.119.838                             | Das Bourne Ultimatum                                 | 444.100.035                                    |
| 05 | Kingsman (inkl. Ableger)           | 951.151.686        | 3                | 317.050.562                             | Kingsman: The Secret Service                         | 414.351.546                                    |
| 06 | Jack Ryan                          | 923.877.067        | 5                | 184.775.413                             | Das Kartell                                          | 215.887.717                                    |
| 07 | xXx                                | 694.977.295        | 3                | 231.659.098                             | xXx: Die Rückkehr des Xander Cage                    | 346.118.277                                    |
| 08 | Austin Powers                      | 676.667.477        | 3                | 225.555.825                             | Austin Powers – Spion in geheimer Missionarsstellung | 312.016.928                                    |
| 09 | Spy Kids                           | 550.323.526        | 4                | 137.580.881                             | Mission 3D                                           | 197.101.678                                    |
| 10 | Johnny English-Trilogie            | 479.517.085        | 3                | 159.839.028                             | Johnny English                                       | 160.466.000                                    |
| 11 | YRF Spy Universe                   | 303.769.917        | 4                | 65.383.068                              | Pathaan                                              | 101.490.000                                    |
| 12 | Die nackte Kanone                  | 216.819.186        | 3                | 72.273.062                              | Die nackte Kanone 2½                                 | 86.930.411                                     |
| 13 | OSS 117-Parodien                   | 58.437.930         | 3                | 19.479.310                              | OSS 117 – Der Spion, der sich liebte                 | 23.055.884                                     |

### Historische Erstplatzierung
Diese Auflistung enthält die 11 Filme, die ab 1962 zeitweise die Liste der weltweit erfolgreichsten Agentenfilme anführten. Die Einspielergebnisse nach dem Verlust des ersten Platzes (d. h. bspw. Wiederveröffentlichungen) sind in den Beträgen nicht enthalten Alle Angaben zu Einnahmen und Kosten sind in Millionen US-Dollar (nom. = nominell; infl.-ber. = inflationsbereinigt; Stand: 5. Februar 2023).
| Ab Jahr | Deutscher Titel                            | Originaltitel                        | Produktionsland                                                  | in Jahren | Einspiel- ergebnis (nom.) | Einspiel- ergebnis (infl.-ber.) | Regisseur        |
| ------- | ------------------------------------------ | ------------------------------------ | ---------------------------------------------------------------- | --------- | ------------------------- | ------------------------------- | ---------------- |
| 1962    | James Bond – 007 jagt Dr. No               | Dr. No                               | Vereinigtes Königreich                                           | 1         | 16,1                      | 166,9                           | Terence Young    |
| 1963    | James Bond 007 – Liebesgrüße aus Moskau    | From Russia With Love                | Vereinigtes Königreich                                           | 1         | 24,8                      | 254,1                           | Terence Young    |
| 1964    | James Bond 007 – Goldfinger                | Goldfinger                           | Vereinigtes Königreich                                           | 1         | 51,1                      | 516,7                           | Guy Hamilton     |
| 1965    | James Bond 007 – Feuerball                 | Thunderball                          | Vereinigtes Königreich                                           | 14        | 63,6                      | 631,2                           | Terence Young    |
| 1979    | James Bond 007 – Moonraker – Streng geheim | Moonraker                            | Frankreich Vereinigtes Königreich                                | 16        | 210,3                     | 909,1                           | Lewis Gilbert    |
| 1994    | True Lies – Wahre Lügen                    | True Lies                            | Vereinigte Staaten                                               | 2         | 378,9                     | 802                             | James Cameron    |
| 1996    | Mission: Impossible                        | Mission: Impossible                  | Vereinigte Staaten                                               | 1         | 457,7                     | 915,1                           | Brian De Palma   |
| 1997    | Men in Black                               | Men in Black                         | Vereinigte Staaten                                               | 9         | 589,4                     | 1.152,1                         | Barry Sonnenfeld |
| 2006    | James Bond 007: Casino Royale              | Casino Royale                        | Deutschland Tschechien Vereinigtes Königreich Vereinigte Staaten | 5         | 606,0                     | 942,9                           | Martin Campbell  |
| 2011    | Mission: Impossible – Phantom Protokoll    | Mission: Impossible – Ghost Protocol | Vereinigte Staaten                                               | 1         | 694,7                     | 968,7                           | Brad Bird        |
| 2012    | James Bond 007: Skyfall                    | Skyfall                              | Vereinigtes Königreich Vereinigte Staaten                        | 11        | 1.108,6                   | 1.514,5                         | Sam Mendes       |

### Erfolgreichste Agentenfilme je Jahr
Die Liste gibt den finanziell erfolgreichsten Film des jeweiligen Jahres ab 1962 an. Alle Angaben sind in US-Dollar. (Stand: 18. März 2024)
| Jahr | Deutscher Titel                                 | Produktionsland                                                  | Einspiel- ergebnis | Produktions- budget | Regisseur                                |
| ---- | ----------------------------------------------- | ---------------------------------------------------------------- | ------------------ | ------------------- | ---------------------------------------- |
| 1962 | James Bond – 007 jagt Dr. No                    | Vereinigtes Königreich                                           | 16.067.035 2       | 1.000.000           | Terence Young                            |
| 1963 | James Bond 007 – Liebesgrüße aus Moskau         | Vereinigtes Königreich                                           | 24.796.765 2       | 2.000.0000          | Terence Young                            |
| 1964 | James Bond 007 – Goldfinger                     | Vereinigtes Königreich                                           | 51.081.062 2       | 5.000.000           | Guy Hamilton                             |
| 1965 | James Bond 007 – Feuerball                      | Vereinigtes Königreich                                           | 63.595.658 2       | 9.000.000           | Terence Young                            |
| 1966 | Derek Flint schickt seine Leiche                | Vereinigte Staaten                                               | 12.950.000         | Unbekannt           | Daniel Mann                              |
| 1967 | James Bond 007 – Man lebt nur zweimal           | Vereinigtes Königreich                                           | 43.084.787 2       | 9.500.000           | Lewis Gilbert                            |
| 1968 | Agenten sterben einsam                          | Vereinigte Staaten                                               | 7.100.000 2        | 7.700.000           | Brian G. Hutton                          |
| 1969 | James Bond 007 – Im Geheimdienst Ihrer Majestät | Vereinigtes Königreich                                           | 22.774.493 2       | 7.000.000           | Peter R. Hunt                            |
| 1970 | Darling Lili                                    | Vereinigte Staaten                                               | 3.200.000          | 25.000.000          | Blake Edwards                            |
| 1971 | James Bond 007 – Diamantenfieber                | Vereinigtes Königreich                                           | 43.819.547 2       | 7.200.000           | Guy Hamilton                             |
| 1972 | Unbekannt                                       | Unbekannt                                                        | Unbekannt          | Unbekannt           | Unbekannt                                |
| 1973 | Calahan                                         | Vereinigte Staaten                                               | 39.768.000 2       |                     | Ted Post                                 |
| 1974 | James Bond 007 – Der Mann mit dem goldenen Colt | Vereinigtes Königreich                                           | 20.972.000 2       | 7.000.000           | Guy Hamilton                             |
| 1975 | Unbekannt                                       | Unbekannt                                                        | Unbekannt          | Unbekannt           | Unbekannt                                |
| 1976 | Der Unerbittliche                               | Vereinigte Staaten                                               | 46.236.000 2       | 9.000.000           | James Fargo                              |
| 1977 | James Bond 007 – Der Spion, der mich liebte     | Vereinigtes Königreich                                           | 46.838.673 2       | 14.000.000          | Lewis Gilbert                            |
| 1978 | Unbekannt                                       | Unbekannt                                                        | Unbekannt          | Unbekannt           | Unbekannt                                |
| 1979 | James Bond 007 – Moonraker – Streng geheim      | Frankreich Vereinigtes Königreich                                | 210.308.099        | 34.000.000          | Lewis Gilbert                            |
| 1980 | Die nackte Bombe                                | Vereinigte Staaten                                               | 14.662.035 2       | 15.000.000          | Clive Donner                             |
| 1981 | James Bond 007 – In tödlicher Mission           | Vereinigtes Königreich                                           | 54.812.802 2       | 28.000.000          | John Glen                                |
| 1982 | Firefox                                         | Vereinigte Staaten                                               | 46.708.276 2       | 18.000.000          | Clint Eastwood                           |
| 1983 | James Bond 007 – Octopussy                      | Vereinigtes Königreich                                           | 67.893.619 2       | 27.500.000          | John Glen                                |
| 1984 | Top Secret!                                     | Vereinigte Staaten                                               | 20.458.340 2       | 8.000.000           | Jim Abrahams, David Zucker, Jerry Zucker |
| 1985 | James Bond 007 – Im Angesicht des Todes         | Vereinigtes Königreich                                           | 50.327.960 2       | 30.000.000          | John Glen                                |
| 1986 | Jumpin’ Jack Flash                              | Vereinigte Staaten                                               | 29.844.101 2       | 18.000.000          | Penny Marshall                           |
| 1987 | James Bond 007 – Der Hauch des Todes            | Vereinigtes Königreich                                           | 51.185.897 2       | 40.000.000          | John Glen                                |
| 1988 | Mörderischer Vorsprung                          | Vereinigte Staaten                                               | 29.300.090 2       | 15.000.000          | Roger Spottiswoode                       |
| 1989 | James Bond 007 – Lizenz zum Töten               | Vereinigtes Königreich                                           | 156.166.692        | 36.000.000          | John Glen                                |
| 1990 | Jagd auf Roter Oktober                          | Vereinigte Staaten                                               | 200.512.643        | 30.000.000          | John McTiernan                           |
| 1991 | Teen Agent – Wenn Blicke töten könnten          | Vereinigte Staaten                                               | 7.788.597 2        | 14.000.000          | William Dear                             |
| 1992 | Die Stunde der Patrioten                        | Vereinigte Staaten                                               | 178.051.587        | 45.000.000          | Phillip Noyce                            |
| 1993 | Codename: Nina                                  | Vereinigte Staaten                                               | 30.038.362 2       | Unbekannt           | John Badham                              |
| 1994 | True Lies – Wahre Lügen                         | Vereinigte Staaten                                               | 378.882.411        | 115.000.000         | James Cameron                            |
| 1995 | James Bond 007 – GoldenEye                      | Vereinigtes Königreich Vereinigte Staaten                        | 352.171.652        | 60.000.000          | Martin Campbell                          |
| 1996 | Mission: Impossible                             | Vereinigte Staaten                                               | 457.661.584        | 80.000.000          | Brian De Palma                           |
| 1997 | Men in Black                                    | Vereinigte Staaten                                               | 589.390.235        | 90.000.000          | Barry Sonnenfeld                         |
| 1998 | Ronin                                           | Vereinigtes Königreich Vereinigte Staaten                        | 41.616.262 2       | 55.000.000          | John Frankenheimer                       |
| 1999 | James Bond 007 – Die Welt ist nicht genug       | Vereinigtes Königreich Vereinigte Staaten                        | 361.824.199        | 135.000.000         | Michael Apted                            |
| 2000 | Mission: Impossible II                          | Vereinigte Staaten                                               | 546.388.108        | 125.000.000         | John Woo                                 |
| 2001 | Cats & Dogs – Wie Hund und Katz                 | Australien Vereinigte Staaten                                    | 200.687.492        | 60.000.000          | Lawrence Guterman                        |
| 2002 | James Bond 007 – Stirb an einem anderen Tag     | Vereinigtes Königreich Vereinigte Staaten                        | 431.971.116        | 142.000.000         | Lee Tamahori                             |
| 2003 | 3 Engel für Charlie – Volle Power               | Vereinigte Staaten                                               | 259.175.788        | 120.000.000         | McG                                      |
| 2004 | Die Bourne Verschwörung                         | Deutschland Vereinigte Staaten                                   | 290.633.422        | 75.000.000          | Paul Greengrass                          |
| 2005 | Unbekannt                                       | Unbekannt                                                        | Unbekannt          | Unbekannt           | Unbekannt                                |
| 2006 | James Bond 007: Casino Royale                   | Deutschland Tschechien Vereinigtes Königreich Vereinigte Staaten | 605.999.592        | 150.000.000         | Martin Campbell                          |
| 2007 | Das Bourne Ultimatum                            | Deutschland Vereinigtes Königreich Vereinigte Staaten            | 444.100.035        | 110.000.000         | Paul Greengrass                          |
| 2008 | James Bond 007: Ein Quantum Trost               | Vereinigtes Königreich Vereinigte Staaten                        | 589.580.482        | 200.000.000         | Marc Forster                             |
| 2009 | Duplicity – Gemeinsame Geheimsache              | Vereinigte Staaten                                               | 78.176.181         | 60.000.000          | Tony Gilroy                              |
| 2010 | Salt                                            | Vereinigte Staaten                                               | 293.503.354        | 110.000.000         | Phillip Noyce                            |
| 2011 | Mission: Impossible – Phantom Protokoll         | Vereinigte Staaten                                               | 694.713.380        | 145.000.000         | Brad Bird                                |
| 2012 | James Bond 007: Skyfall                         | Vereinigtes Königreich Vereinigte Staaten                        | 1.108.561.013      | 200.000.000         | Sam Mendes                               |
| 2013 | Ich – Einfach unverbesserlich 2                 | Vereinigte Staaten                                               | 970.766.005        | 76.000.000          | Pierre Coffin, Chris Renaud              |
| 2014 | Kingsman: The Secret Service                    | Vereinigtes Königreich Vereinigte Staaten                        | 414.351.546        | 81.000.000          | Matthew Vaughn                           |
| 2015 | James Bond 007: Spectre                         | Vereinigtes Königreich                                           | 880.674.609        | 245.000.000         | Sam Mendes                               |
| 2016 | Central Intelligence                            | Vereinigte Staaten                                               | 216.972.543        | 50.000.000          | Rawson Marshall Thurber                  |
| 2017 | Kingsman: The Golden Circle                     | Vereinigtes Königreich Vereinigte Staaten                        | 410.902.662        | 104.000.000         | Matthew Vaughn                           |
| 2018 | Mission: Impossible – Fallout                   | Vereinigte Staaten                                               | 791.115.104        | 178.000.000         | Christopher McQuarrie                    |
| 2019 | Men in Black: International                     | Vereinigte Staaten                                               | 253.890.701        | 110.000.000         | F. Gary Gray                             |
| 2020 | Tenet                                           | Vereinigtes Königreich Vereinigte Staaten                        | 365.304.105        | 250.000.000         | Christopher Nolan                        |
| 2021 | James Bond 007: Keine Zeit zu sterben           | Vereinigtes Königreich Vereinigte Staaten                        | 774.153.007        | 250.000.000         | Cary Joji Fukunaga                       |
| 2022 | The 355                                         | Vereinigte Staaten                                               | 27.827.450         | 75.000.000          | Simon Kinberg                            |
| 2023 | Mission: Impossible – Dead Reckoning Teil Eins  | Vereinigte Staaten                                               | 567.535.383        | 291.000.000         | Christopher McQuarrie                    |